# Oboz.ua
Oboz.ua (раніше «Обозреватель») — український медіа холдинг, заснований 2001 року. Включає інтернет-портал новин, YouTube-канал і два друкованих журнали. Права на володіння холдингом належать ТОВ «Золота Середина». Холдинг висвітлює суспільно-політичні, культурні новини України та світу. Належить українському політику і підприємцю Михайлу Бродському.
Шеф-редактором є Орест Сохар, колишній продюсер телеканалу «Хокей» і редактор телеканалу К1. Команда налічує понад 100 співробітників.

## Історія
Медіахолдинг було створено 2001 року, з того часу він пережив кілька розширень і трансформацій. 2005 року було створено україномовну версію сайту oglyadach.com.
В 2007 медіа-холдинг став власником інтернет порталу «Український портал», на основі якого заробив і сам ресурс. Того ж року  холдинг купив сайт «Мобільнік.ua».
2010 — холдинг об'єднав всі ресурси в один сайт, де було зібрано всі напрямки, що до цього працювали окремо. Згодом було створено інформаційну мережу «MyObozrevatel», де публікували матеріали незалежних журналістів, які проходили модерацію адміністрації проєкту.
2011 — холдинг придбав сервіс зі створення інтернет-магазинів sellbe.com, суму угоди не оприлюднювали. 2017 року основний сайт холдингу отримав адресу obozrevatel.com.
З 2013 року телеканал Obozrevatel TV мовив працював на OTT-сервісах та YouTube, а з липня 2017 року почав супутникове мовлення. Спершу телеканал був розділом на сайті під назвою Oboz TV, а 13 лютого 2020 року змінив назву на Obozrevatel TV.
2020 року телеканал отримав ліцензію, ставши окремим ресурсом під назвою Obozrevatel TV. Згодом на його базі було створено відділ зі створення відеоконтенту, що працює у двох напрямках: Oboz UA висвітлює суспільно-політичні події, а Oboz Life — новини шоу-бізнесу та інші теми.
2018 року холдинг отримав ліцензію на друковане видання, 2019 року вийшов перший наклад видання журналу Obozrevatel у 20 тис. екземплярів. Його розповсюджували в Києві, Харкові, Дніпрі, Кривому Розі, Запоріжжі, Житомирі, Одесі, Львові та Чернівцях.
2020 — холдинг отримав ліцензію на друк журналу «Медичний оглядач», вийшло 8 номерів. 2021 року випуск журналу було призупинено, але його електронна версія діє на сайті obozrevatel.com під назвою Medoboz. У лютому 2023 року видання змінило назву з Obozrevatel на Oboz.ua.
23 березня 2025 року офіс видання було пошкоджено внаслідок російської атаки на Київ. Вибухова хвиля вибила вікна та двері, серйозних пошкоджень зазнала студія.
Станом на 2025 рік сайт obozrevatel.com був одним із найпопулярніших онлайн-медіа в Україні з щшомісячною відвідуваністю 38 млн користувачів. Оцінка видання від ІМІ показала, що більшість новин сайту Oboz.ua написана з дотриманням журналістських стандартів.

## Колектив

### Керівництво
- Леся Гасич — директор[19]
- Орест Сохар — шеф-редактор[20]
- Олександр Чеканов — заступник шеф-редактора[21]

### Провідні журналісти
- Олександр Литвин — журналіст[22]
- Роман Прядун — журналіст[23]
- Оксана Гейдор — журналістка[24]
- Мерина Петік — журналістка[25]
- Олена Павлова — журналістка[26]

У виданні свого часу працювали Тетяна Чорновол, Соня Кошкіна і Анатолій Шарій.

## Рейтинги та досягнення
- 2007 — «Золоте перо» у номінації «найкраще інтернет-видання», найвища винагорода в галузі української журналістики[27]

- За даними Інтернет асоціації України, видання регулярно входить до 25 найпопулярніших українських сайтів за середньоденною часткою і до топ-20 за охопленням.[28]
- 2015 — № 1 серед українських новинних сайтів за версією «NV»[29].
- 2016 — найкраще інтернет-медіа за версією «Людина року»[30][31][32].
- 2017 — № 18 за популярністю в Україні, відповідно до рейтингу РБК-Україна[33].
- 2017 — № 1 серед п'яти найпопулярніших сайтів за версією TNS.[34]
- 2018 — № 4 серед новинних сайтів України, 14,45 % аудиторії в рейтингу від 24 каналу[35].
- 2021 — сайт obozrevatel.com посів № 29 серед популярних сайтів України за даними Similar Web.[36]
- 2021 — подяка від ГУ національної поліції в Київській області за професіоналізм та висвітлення діяльності поліції Київської області
- 2020—2023 — № 9 за дотриманням професійних стндартів за версією ІМІ[37]

## Критика
- 2017 року за даними ІМІ, 32 % матеріалів «Обозревателя» не містили порушень журналістських стандартів[38]. У серпні 2017 ІМІ оцінив, що вже 64 % матеріалів не містили порушень журналістських стандартів[39].
- 2020 року, за даними ІМІ, 31 % матеріалів сайту містили порушення стандартів. Найчастішим порушенням ІМІ назвав відокремлення фактів від коментарів (у 18 % новин). За даними ІМІ, сайт маніпулював з заголовками, що іноді не відповідали суті тексту[40].
- 2021 року, за даними ІМІ, 34 % матеріалів на сайту містили порушення стандартів. Найчастішим порушенням був балансу (22 % матеріалів)[41].
- Наприкінці 2021 року за показником дотримання професійних стандартів медіа посіло 9-те місце з 12-ти за версією ІМІ[42].
- У грудні 2023 року, за даними ІМІ, понад 30 % матеріалів медіа містили порушення журналістських стандартів[43].
- У травні 2025 року Інститут масової інформації зафіксував зниження рівня дотримання журналістських стандартів на сайті Oboz.ua: показник, що у грудні 2024 року перевищував 60 %, зменшився до рівня понад 50 %. Значну частину розділу «Новини» становив контент, який не відповідав формату новин або будь-якому журналістському жанру, зокрема кулінарні рецепти та поради з городництва й домогосподарства. Такі матеріали, за оцінкою ІМІ, порушували стандарт відокремлення фактів від коментарів і стандарт достовірності через відсутність джерел. У стрічці також були виявлені публікації з емоційною лексикою в заголовках, що знижує інформаційну цінність матеріалу, а також матеріали з ознаками замовності без відповідного маркування[44].